# Samuel Gibbs French
Pour les articles homonymes, voir French.
Samuel Gibbs French (22 novembre 1818 - 20 avril 1910) est un officier de l'armée des États-Unis, propriétaire prospère d'une plantation (en), auteur, et major général dans l'armée des États confédérés pendant la guerre de Sécession. Il commande une division de l'armée du Tennessee sur le théâtre occidental.

## Avant la guerre
Samuel G. French naît à Mullica Hill, New Jersey. Sa famille nombreuse est établie dans les comtés de Gloucester et Salem. Il est diplômé de l'académie militaire de West Point en 1843. Ses camarades de promotion comprennent les futurs généraux de la guerre de Sécession Ulysses S. Grant, William B. Franklin, Roswell Ripley, et Franklin Gardner. French est breveté second lieutenant dans le 3rd U.S. Artillery et affecté à un service de garnison.
Pendant son service lors de la guerre américano-mexicaine, il est blessé au cours des batailles de Monterrey et Buena Vista. Il est récompensé par le congrès et reçoit une épée de l'État du New Jersey. Il est promu capitaine, mais démissionne en mai 1856 pour devenir planteur dans le Mississippi.

## Guerre de Sécession

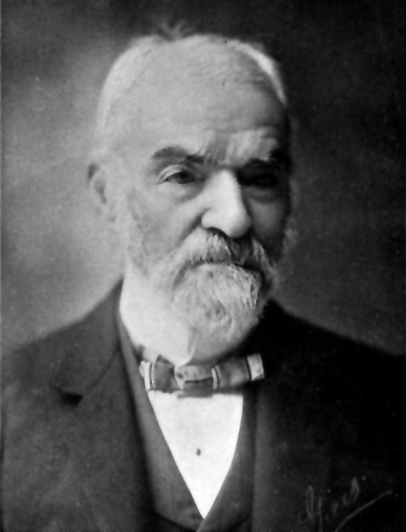
Photo de French issue de son livre.

Quand la guerre de Sécession éclate, French choisit le Sud. Le 12 février 1861, French est nommé chef de l'ordonnance de l'État du Mississippi ; et le 23 octobre 1861, il est nommé brigadier général de l'armée provisoire des États confédérés d'Amérique. French devient major général le 31 août 1862. Le général French commande une brigade et ensuite une division sous le commandement du général Daniel Harvey Hill à Petersburg, Virginie. Il commande une démonstration contre Harrison's Landing le 4 juillet 1862, et une autre contre Suffolk, Virginie le 22 septembre 1862. Le fort French à Suffolk est baptisé en son honneur. En 1863, French commande une division sous le commandement du lieutenant général James Longstreet lors du Siège de Suffolk. La division de French intervient lors de la bataille de Suffolk (Hill's Point), avec son commandant attendant les fédéraux qui ont capturé le fort French pour se retirer de leur position exposée.
French est transféré dans l'ouest. French commande une division à Jackson, Mississippi pendant la tentative du général Joseph E. Johnston de soulager le siège de Vicksburg. Plus tard, il sert sous le commandement du lieutenant général Leonidas Polk dans le Mississippi. French sert au sein du corps de Polk, plus tard sous le commandement du lieutenant général Alexander P. Stewart, lors de la campagne d'Atlanta de l'armée du Tennessee, qui est commandé par Johnston et puis par le général John Bell Hood. Le 5 octobre 1864, après la chute d'Atlanta, Hood envoie French avec sa division pour briser la ligne de communication de l'armée de Sherman en capturant Allatoona Pass. La passe est tenue par une garnison fédérale sous le commandement du général John M. Corse, qui la défend lors de la bataille d'Allatoona. Quand les renforts fédéraux, le général French retraite avec sa division vers New Hope Church et rejoint l'armée du Tennessee. French sert lors de la campagne de Franklin-Nashville. La maladie l'oblige à retourner chez lui en décembre 1864 ; mais il reprend le service en 1865, commandant les forces à Mobile, Alabama jusqu'à la fin de la guerre.

## Après la guerre
Après la guerre, French retourne à son travail en tant que planteur dans le sud, et écrit plus tard Two Wars sur ses expériences militaires. Il se marie avec Mary Fontaine Abercrombie le 12 janvier 1865. Celle-ci meurt le 16 mai 1900 à Atlanta, en Géorgie. Le couple a deux fils et une fille. Le général French meurt en 1910 à Pensacola, en Floride, État où il est enterré. Mais un mémorial en son honneur est construit à Laurel Hill Cemetery (en) à Philadelphie, en Pennsylvanie. Il y a aussi un buste de French dans le parc militaire national de Vicksburg, dans le Mississippi.